# Guadalupe Victoria, Venustiano Carranza
Guadalupe Victoria är en ort i Mexiko.   Den ligger i kommunen Venustiano Carranza och delstaten Chiapas, i den sydöstra delen av landet, 800 km öster om huvudstaden Mexico City. Guadalupe Victoria ligger 967 meter över havet och antalet invånare är 1 767.
Terrängen runt Guadalupe Victoria är kuperad. Runt Guadalupe Victoria är det ganska glesbefolkat, med 50 invånare per kvadratkilometer. Närmaste större samhälle är Venustiano Carranza, 7,5 km söder om Guadalupe Victoria. I omgivningarna runt Guadalupe Victoria växer huvudsakligen savannskog.